# سالی هاسلنگر
سالی هاسلنگر (به انگلیسی: Sally Haslanger) یک فیلسوف آمریکایی، و استاد فلسفه در گروه زبان‌شناسی و فلسفه مؤسسه فناوری ماساچوست است. او در سال ۲۰۱۵ کرسی فلسفه اسپینوزا را در دانشگاه آمستردام داشته‌است.

## زندگی
هاسلنگر در سال ۱۹۷۷ از کالج رید فارغ‌التحصیل شد، و در سال ۱۹۸۵، دکترای خود را از دانشگاه کالیفرنیا، برکلی در رشته فلسفه دریافت کرد. او در دانشگاه‌های پرینستون، پنسیلوانیا و میشیگان تدریس کرده‌است.
هاسلنگر در سال ۲۰۱۱ توسط انجمن فلسفی آمریکا به‌عنوان مدرس سخنرانی‌های کاروس انتخاب شد. در سال ۲۰۱۰، انجمن زنان در فلسه، او را زن برجسته فیلسوف معرفی کرد و از او به‌عنوان یکی از «بهترین فمینیست‌های تحلیلی» در ایالات متحده یاد کرد. در سال ۲۰۱۵، رئیس بخش شرقی انجمن فلسفی آمریکا بود، و در سال ۲۰۱۸ به عضویت فرهنگستان هنر و علوم آمریکا انتخاب شد. او همچنین موفق به دریافت کمک‌هزینه تحصیلی گوگنهایم شد. او «سمپوزیوم جنسیت»، «نژاد و فلسفه»، و یک نشریه آنلاین برای کارهای فلسفی اخیر در مورد جنسیت و نژاد را ویرایش می‌کند.
هاسلنگر با استیون یابلو، فیلسوف مؤسسه تکنولوژی ماساچوست ازدواج کرده‌است.

## کار فلسفی
هاسلنگر در متافیزیک، متافیزیک فمینیستی، معرفت‌شناسی، نظریه فمینیست، فلسفه باستان و فلسفه اجتماعی و سیاسی آثاری را منتشر کرده‌است. او می‌نویسد که بیشتر کارهایش بر پایداری از روش تغییر عینیت و عینیت بخشیدن؛ و نظریه جنسیت کاترین مک کینون متمرکز شده‌است. او روی ساخت‌گرایی اجتماعی دسته‌هایی که اغلب به‌عنوان انواع طبیعی در نظر گرفته می‌شوند، به ویژه نژاد و جنسیت کار کرده‌است. مجموعه‌ای از مقالات اصلی او در این موضوعات با عنوان «مقاومت در برابر واقعیت: ساخت اجتماعی و نقد اجتماعی (انتشارات دانشگاه آکسفورد، ۲۰۱۲)» ارائه شد، که برنده جایزه جوزف بی. گیتلر انجمن فلسفی آمریکا در سال ۲۰۱۴ شد. این جایزه برای مشارکت‌های برجسته علمی در رشته فلسفه اعطا می‌شود.

### تعریف جنسیت
یکی از تأثیرگذارترین مفاهیم هاسلنگر، تعریف تحلیلی او از «زن» است. تعریف او به شرح زیر است:
S یک زن است اگر S به‌طور سیستماتیک در امتداد برخی ابعاد (اقتصادی، سیاسی، حقوقی، اجتماعی و غیره) تابع باشد، و S به‌عنوان یک هدف برای این درمان با ویژگی‌های بدنی مشاهده یا تصور می‌شود، که فرض‌می‌شود شواهدی از نقش بیولوژیکی زن در تولید مثل باشد.
انتقاداتی در مورد به حاشیه راندن زنان ترنس در تعریف (کاترین جنکینز) و احتمال عدم در نظر گرفتن ملکه انگلیس «زن» بر اساس تعریف ماری میکولا وارد شده‌است).

## آثار
- «نظریه‌پردازی فمینیست‌ها: از منظر یک خواننده» (ویرایش مشترک با الیزابت هکت)، انتشارات دانشگاه آکسفورد، ۲۰۰۵.[۱۶]
- «موارد پذیرش: مقالات فلسفی و فمینیستی» (تدوین‌شده با شارلوت ویت)، انتشارات دانشگاه کرنل، ۲۰۰۵.[۱۷]
- «تداوم: مطالعه معاصر» (ویرایش مشترک با روکسان ماری کورتز)، انتشارات ام‌آی‌تی, 2006.[۱۸]
- «مقاومت در برابر واقعیت: ساخت اجتماعی و نقد اجتماعی»، انتشارات دانشگاه آکسفورد، ۲۰۱۲.[۱۹]
- «نظریه انتقادی و عمل»، کونینکلیکه ون گورکوم، ۲۰۱۷.